# Farkas Gizella
Farkas Gizella (Miskolc, 1925. november 18. – Bécs, 1996. június 17.) tízszeres világbajnok asztaliteniszező.
1938-tól a Miskolci Előre, 1940-től a Diósgyőri Mávag, 1945-től az MMTE (Miskolci Munkás Testedző Kör), 1947-től az Elektromos, majd 1950-től a Budapesti Vörös Meteor asztaliteniszezője volt. 1947-től szerepelt a magyar válogatottban. A világbajnokságokon összesen huszonnyolc érmet – közöttük tíz aranyérmet – nyert, ezzel Mednyánszky Mária és Sipos Anna után ő a magyar női asztaliteniszezés harmadik legeredményesebb képviselője. Kétszer nyert egyéniben világbajnoki aranyérmet. Egyéniben 1940-től 1953-ig tizenhárom egymást követő alkalommal ő nyerte a magyar bajnokságot, pályafutása alatt összesen negyvenhárom magyar bajnoki címet szerzett. Az 1958-tól megrendezett Európa-bajnokságokon összesen öt érmet nyert. Az aktív sportolást 1961-ben fejezte be.
Visszavonulása után külföldre távozott. 1974-től haláláig Ausztriában élt.

## Sporteredményei

### Világbajnokságokon
- tízszeres világbajnok:
  - 1947, Párizs: 
    - egyes
    - női páros (Trude Pritzi[2])
    - vegyes páros (Soós Ferenc)

  - 1948, London: egyes
  - 1949, Stockholm: 
    - egyes
    - női páros (Helen Elliot[3])
    - vegyes páros (Sidó Ferenc)

  - 1950, Budapest: vegyes páros (Sidó Ferenc)
  - 1953, Bukarest: női páros (Angelica Rozeanu[4])
  - 1954, London: vegyes páros (Ivan Andreadis[5])
- kilencszeres világbajnoki 2. helyezett:
  - 1947, Párizs: csapat (Anderlik Éva, Kárpáti Rózsi)
  - 1948, London: csapat (György Loretta, Kárpáti Rózsi)
  - 1950, Budapest:
    - egyes
    - női páros (Angelica Rozeanu[4])
    - csapat (Kárpáti Rózsi, Király Ilona, Sólyom Ilona)

  - 1951, Bécs: egyes
  - 1952, Bombay: egyes
  - 1953, Bukarest: egyes
  - 1954, London: csapat (Almási Ágnes, Kóczián Éva, Sólyom Ilona)
- kilencszeres világbajnoki 3. helyezett:
  - 1948, London: női páros (Marie Kettnerová[6])
  - 1949, Stockholm: csapat (Kárpáti Rózsi, Mezei Erzsébet)
  - 1951, Bécs: női páros (Kárpáti Rózsi)
  - 1952, Bombay: 
    - női páros (Sági Edit)
    - vegyes páros (Kóczián József)

  - 1953, Bukarest: 
    - vegyes páros (Kóczián József)
    - csapat (Almási Ágnes, Fantusz Zsuzsanna, Kóczián Éva)

  - 1954, London: női páros (Angelica Rozeanu[4])
  - 1959, Dortmund: vegyes páros (Berczik Zoltán)
- kétszeres világbajnoki 4. helyezett:
  - 1952, Bombay: csapat (Sági Edit)
  - 1959, Dortmund: csapat (Kóczián Éva, Máthé Sára, Mossóczy Lívia)
- világbajnoki 5. helyezett:
  - 1951, Bécs: csapat (Kárpáti Rózsi, Sági Edit, Sólyom Ilona)

### Európa-bajnokságokon
- kétszeres Európa-bajnok:
  - 1958, Budapest: vegyes páros (Berczik Zoltán)
  - 1960, Zágráb: csapat (Kóczián Éva, Máthé Sára, Mossóczy Lívia)
- háromszoros Európa-bajnoki 3. helyezett:
  - 1958, Budapest:
    - női páros (Sólyom Ilona)
    - csapat (Kóczián Éva, Mossóczy Lívia, Sólyom Ilona)
- 1960, Zágráb: női páros (Sólyom Ilona)

### Főiskolai világbajnokságon
- négyszeres főiskolai világbajnok:
  - 1951, Berlin:
    - egyes
    - női páros (Sági Edit)
    - vegyes páros (Sidó Ferenc)
    - csapat (Sági Edit)

### Magyar bajnokságokon
- negyvenkétszeres magyar bajnok:
  - egyes: 1940–1944, 1946–1953, 1956,
  - női páros: 1940, 1942, 1943, 1944, 1946–1954, 1958, 1960,
  - vegyes páros: 1940, 1943, 1944, 1946–1953, 1956, 1957
  - csapat: 1946, 1949, 1950, 1951, 1957–1962
- kétszeres Tízek-bajnok (1952, 1953)

## Díjai, elismerései
- Magyar Köztársasági Érdemérem arany fokozat (1947)[7]
- Magyar Népköztársasági Sportérdemérem ezüst fokozat (1951)[8]
- A Magyar Népköztársaság kiváló sportolója (1951)[9]
- Az európai asztalitenisz hírességek csarnokának tagja (2015)[10]